# Дорломбос
Дорломбос (мкд. Дорломбос, тур. Dırlonbosu) је насеље у Северној Македонији, у југоисточном делу државе. Дорломбос је насеље у оквиру општине Струмица.

## Географија
Дорломбос је смештен у југоисточном делу Северне Македоније, близу државне границе са Грчком (7 km источно од села). Од најближег града, Струмице, насеље је удаљено 22 km јужно.
Насеље Дорломбос се налази у историјској области Беласица. Насеље је положено на јужним падинама планине Беласице, на приближно 600 метара надморске висине.
Месна клима је континентална.

## Становништво
Башибос је према последњем попису из 2002. године имао 117 становника.
Већинско становништво у насељу су Турци .
Претежна вероисповест месног становништва је ислам.